# Калмыцкая посылка
Калмыцкая посылка — серия военных столкновений в 1644 году русского войска с Калмыцким ханством в низовьях Волги с целью остановить продвижение калмыков вглубь территории России.

## Причины конфликта и хронология событий
В 1642–1643 годы участились нападения калмыков на русские и башкирские села в Уфимском, Казанском, Самарском уездах, а также под Саратовом, Царицыным и Астраханью. Под мнению ряда исследователей, целью налетов было отрезать Астрахань от Москвы и монополизировать богатую астраханскую и персидскую торговлю на Волге. Другие исследователи видят в причину в продолжающихся попытках калмыков подчинить ногайцев.

Россия потребовала от калмыков уйти с Волги обратно к реке Яик, но калмыки не подчинились. Они перешли на правый берег Волги, продвинулись до Кабарды и дошли до Терского города. Тогда 18 октября 1643 года 
указал Государь идти воевать калмыцких людей: на Самару воеводам: Льву Офонасьеву, сыну Плещееву да Ивану Самсонову, сыну Чевкину; на Уфу столнику и воеводам: Андрею Львову, сыну Плещееву да Офонасью Григорьеву, сыну Желябовскому... А с воеводы со Львом Плещеевым и с, сыном его с Андреем с товарищи, указал Государь быть дворяном и детям боярским, да немцом да иноземцом, а сходиться им обоим в Яицких вершинах и промышлять над калмыцкими людьми вместе.
В ходе кампании 1644 года русские войска разбили калмыков, которые были вынуждены также воевать с кабардинцами и ногайцами, и захватили около 3 тысяч пленных и более 20 тысяч лошадей. Часть калмыков отошла за Волгу, но обстановка оставалась неспокойной до заключения договора (шерти) 1661 года, который определил места для кочевок: «Кочевать по Крымской стороне до Царицына, а по Ногайской стороне — по Самару». Договора (шерти) 1655, 1657 и 1661 годов оформили фактическое вхождение калмыков в состав России. В последующие годы калмыки приняли активное участие в русско-польской войне и войне с Крымским ханством на стороне России.